# Colletotrichum chlorophyti
Espèce
Colletotrichum chlorophyti est une espèce de champignons ascomycètes de la famille des Glomerellaceae.
Ce champignon phytopathogène infecte diverses espèces de plantes herbacées, notamment des légumineuses, dont le soja, et la tomate, chez lesquelles il provoque ses symptômes d'anthracnose.
Cette espèce a été reconnue comme responsable de la pourriture des gousses et de l'anthracnose de Moringa oleifera en Chine.